# 斯卡拉广场

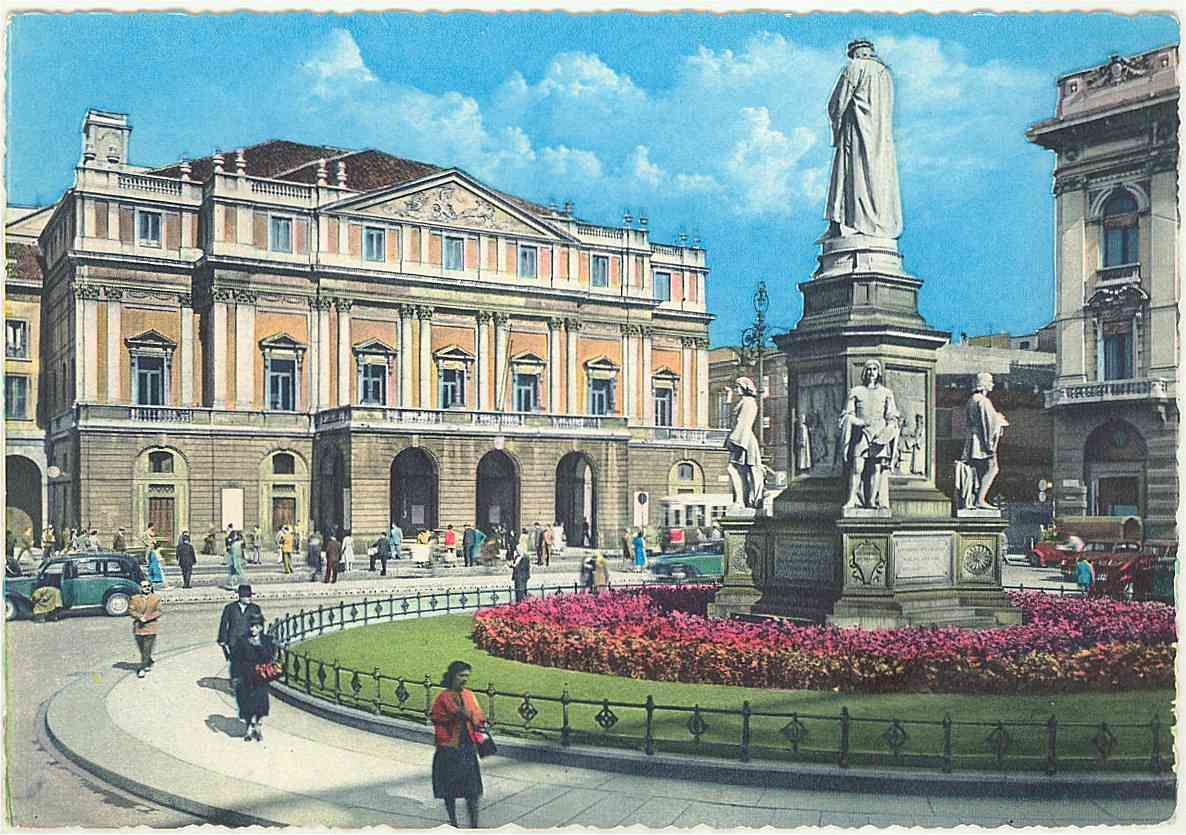
斯卡拉广场

斯卡拉广场（Piazza della Scala）是意大利米兰市中心的一个广场，通过埃马努埃莱二世拱廊与米兰的主广场，主教座堂广场相连。该广场得名于其西北侧的著名的斯卡拉歌剧院；歌剧院的博物馆展示了此歌剧院以及歌剧的历史。在东南侧，斯卡拉歌剧院的对面，是米兰的市政厅马里诺宫的立面。在广场的东北侧，是意大利商业银行宫。广场的西南侧有埃马努埃莱二世拱廊的入口以及贝尔特拉米宫。广场上的大部分建筑出自建筑师卢卡·贝尔特拉米之手，他设计了贝尔特拉米宫（1886），马里诺宫的新立面（1888-1892），和意大利商业银行宫（1923-1927）。广场的中心是达芬奇纪念碑，是雕塑家彼得罗·马尼的作品（1872）。

## 历史
在米兰市中心地区，斯卡拉广场的历史相对较晚。广场上最古老的建筑，马里诺宫，可以追溯到16世纪（1563年完成）。不过，当时此广场还不存在，是一片建筑物。事实上，马里诺宫的主立面最初面向东南，临圣斐德理广场。1778年斯卡拉歌剧院修建时，面临一条街道而不是广场。直到19世纪末，米兰当局才改建这一地区，开辟这个广场。

## 参考

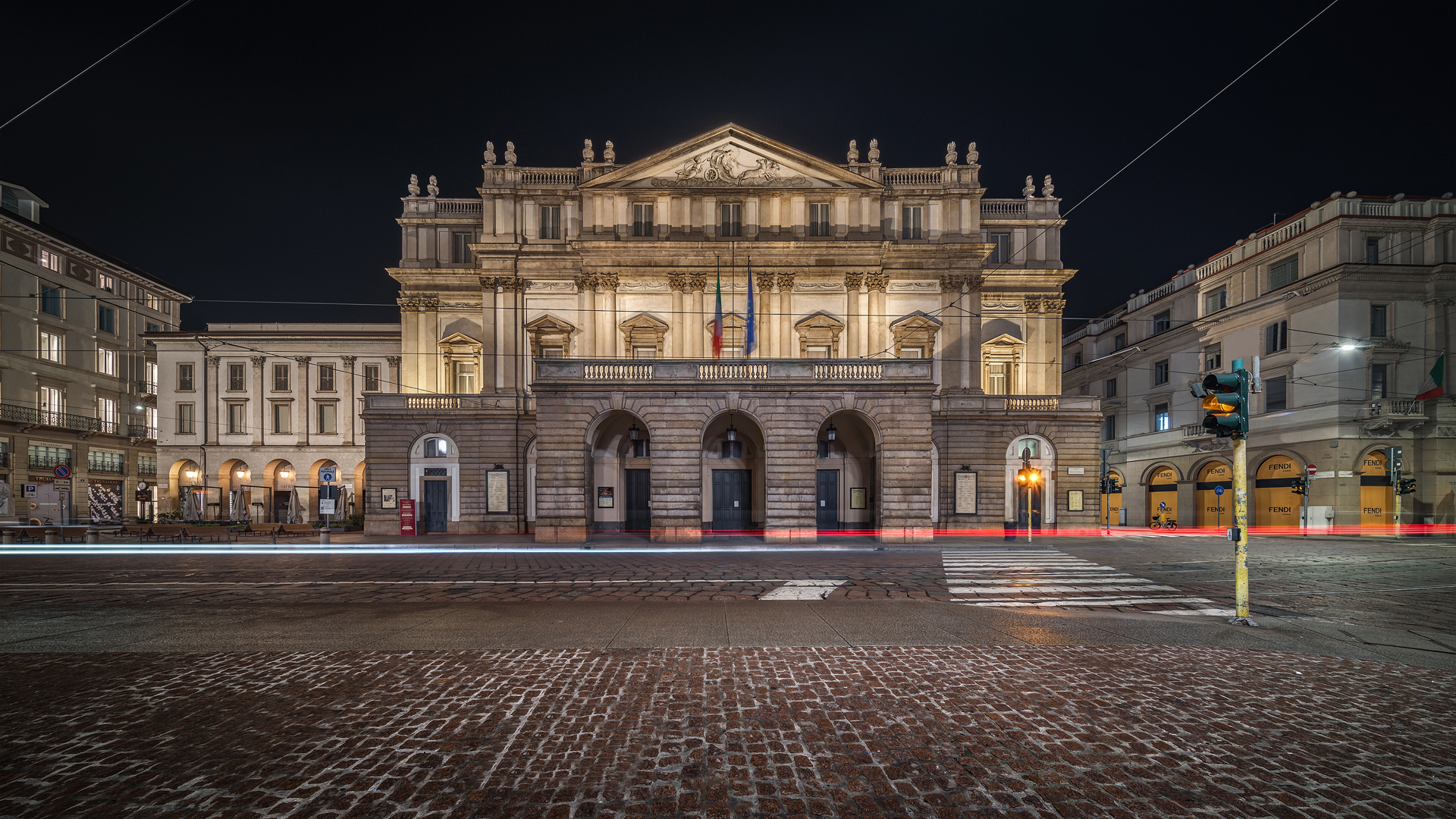
斯卡拉歌剧院
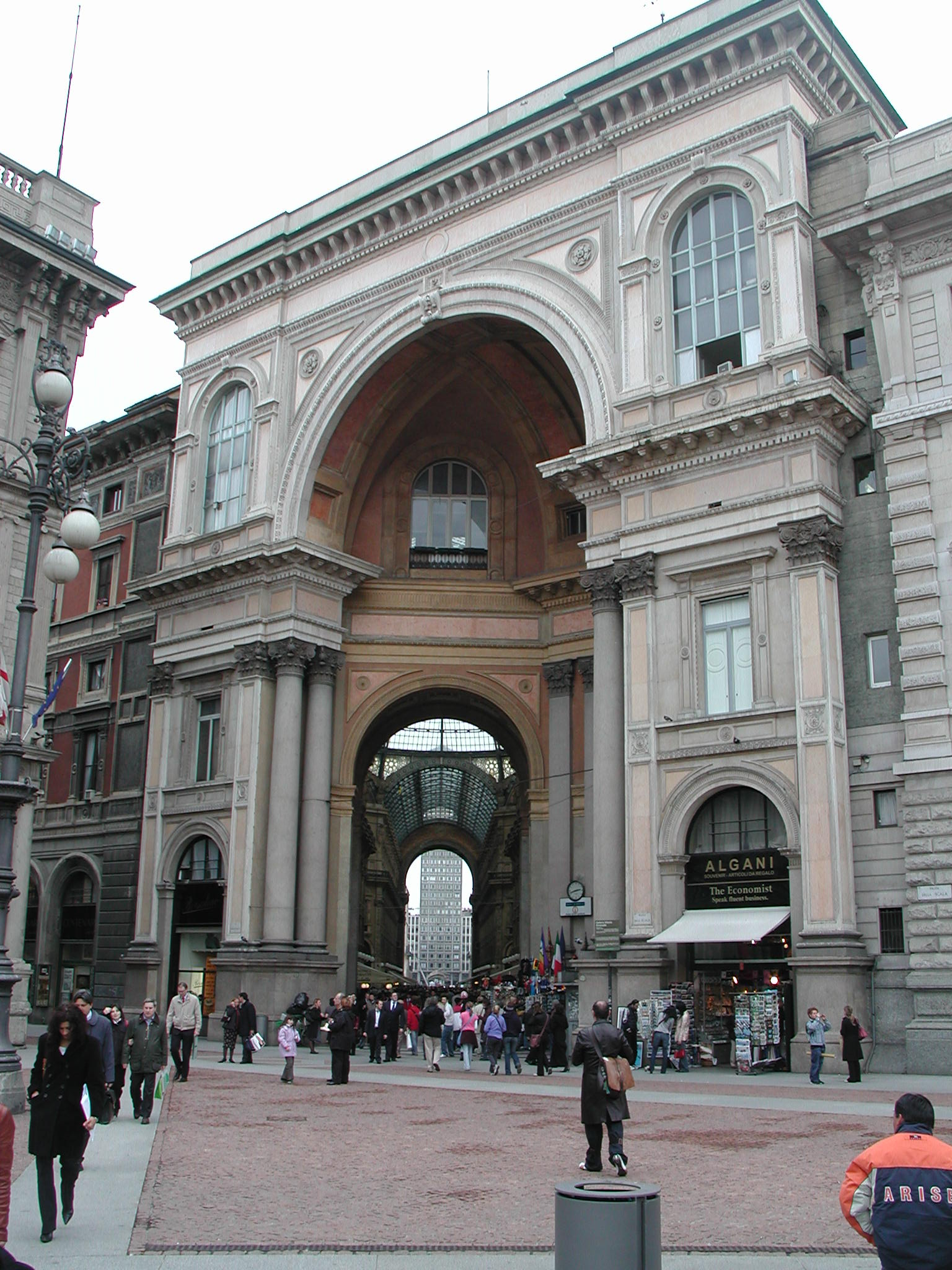
埃马努埃莱二世拱廊
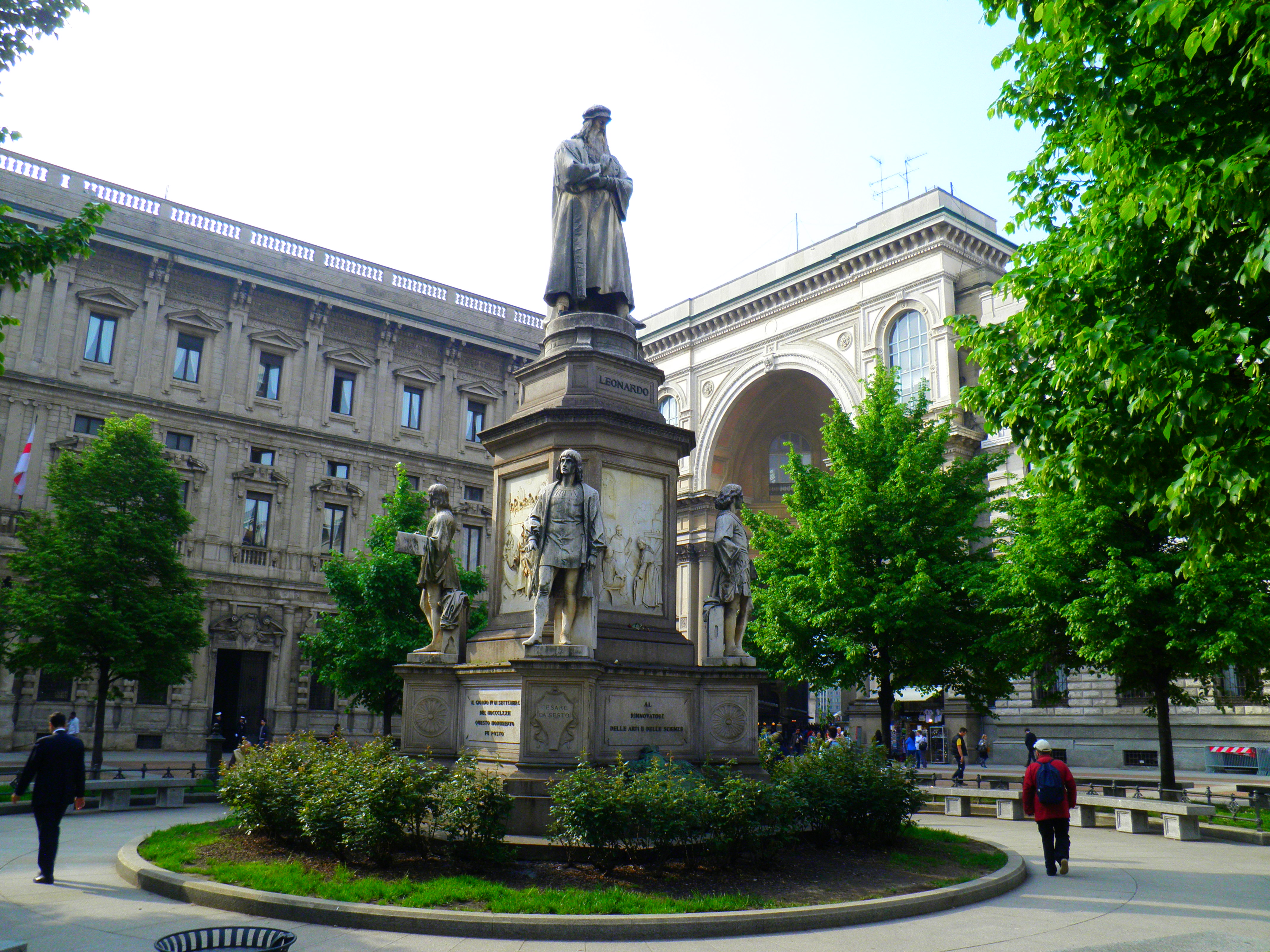
达芬奇纪念碑
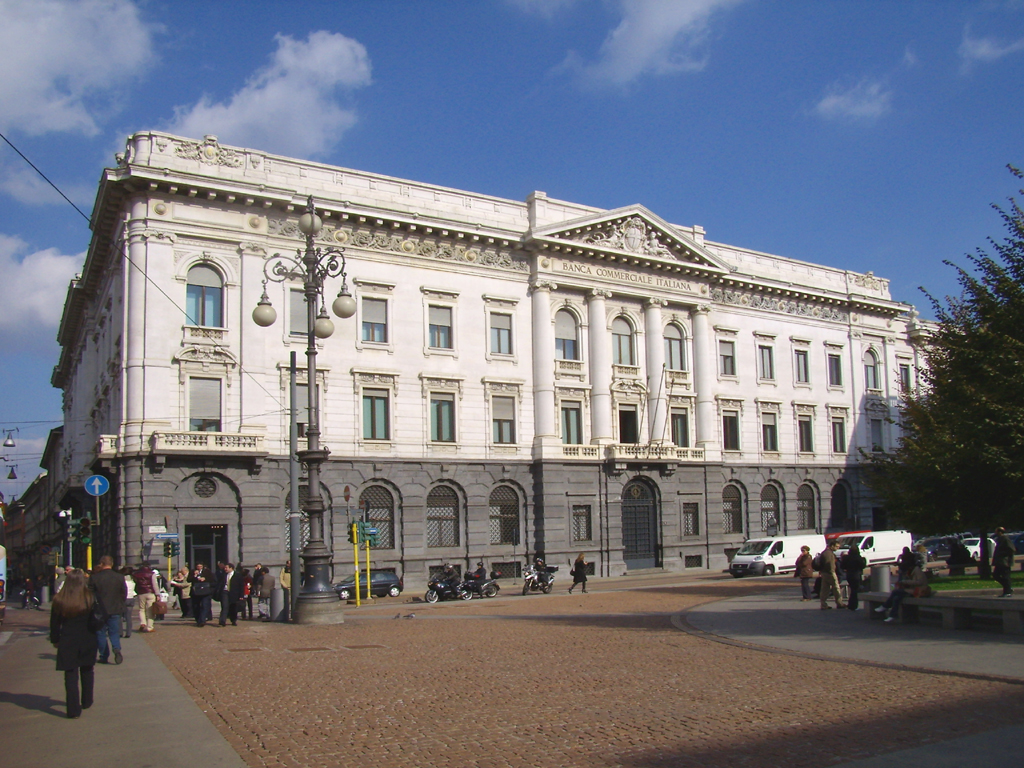
意大利商业银行宫
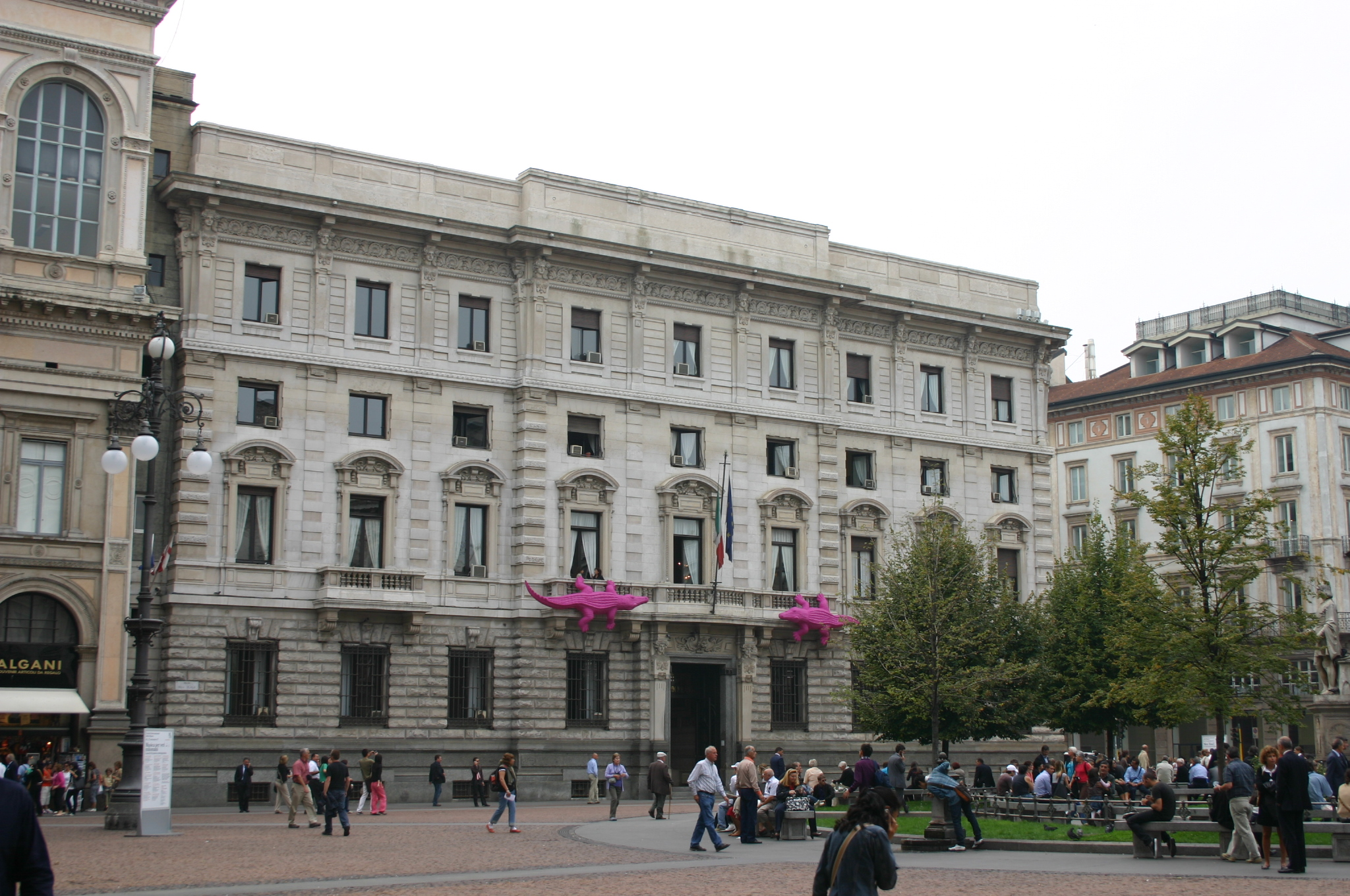
贝尔特拉米宫
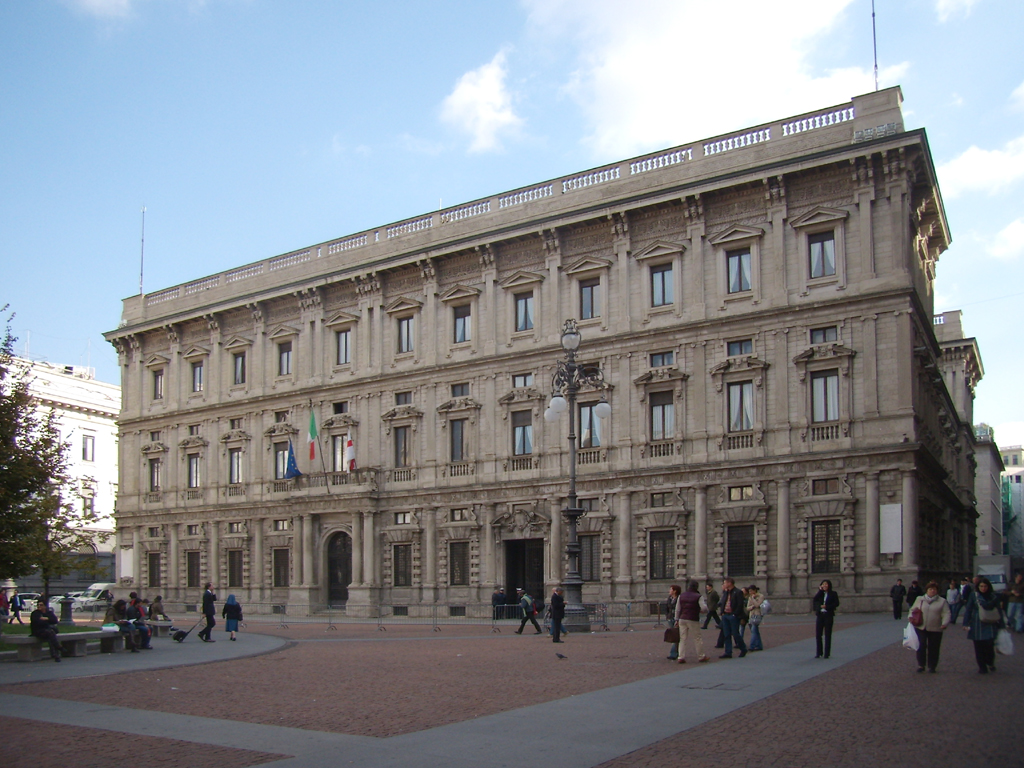
马里诺宫